# Marche du désaccord
 (janvier 2017).
Si vous disposez d'ouvrages ou d'articles de référence ou si vous connaissez des sites web de qualité traitant du thème abordé ici, merci de compléter l'article en donnant les références utiles à sa vérifiabilité et en les liant à la section « Notes et références ».
 (mars 2024).
La mise en forme du texte ne suit pas les recommandations de Wikipédia : il faut le « wikifier ».
Les points d'amélioration suivants sont les cas les plus fréquents. Le détail des points à revoir est peut-être précisé sur la page de discussion.
- Les titres sont pré-formatés par le logiciel. Ils ne sont ni en capitales, ni en gras.
- Le texte ne doit pas être écrit en capitales (les noms de famille non plus), ni en gras, ni en italique, ni en « petit »…
- Le gras n'est utilisé que pour surligner le titre de l'article dans l'introduction, une seule fois.
- L'italique est rarement utilisé : mots en langue étrangère, titres d'œuvres, noms de bateaux, etc.
- Les citations ne sont pas en italique mais en corps de texte normal. Elles sont entourées par des guillemets français : « et ».
- Les listes à puces sont à éviter, des paragraphes rédigés étant largement préférés. Les tableaux sont à réserver à la présentation de données structurées (résultats, etc.).
- Les appels de note de bas de page (petits chiffres en exposant, introduits par l'outil «  Source ») sont à placer entre la fin de phrase et le point final[comme ça].
- Les liens internes (vers d'autres articles de Wikipédia) sont à choisir avec parcimonie. Créez des liens vers des articles approfondissant le sujet. Les termes génériques sans rapport avec le sujet sont à éviter, ainsi que les répétitions de liens vers un même terme.
- Les liens externes sont à placer uniquement dans une section « Liens externes », à la fin de l'article. Ces liens sont à choisir avec parcimonie suivant les règles définies. Si un lien sert de source à l'article, son insertion dans le texte est à faire par les notes de bas de page.
- La présentation des références doit suivre les conventions bibliographiques. Il est recommandé d'utiliser les modèles {{Ouvrage}}, {{Chapitre}}, {{Article}}, {{Lien web}} et/ou {{Bibliographie}}. Le mode d'édition visuel peut mettre en forme automatiquement les références.
- Insérer une infobox (cadre d'informations à droite) n'est pas obligatoire pour parachever la mise en page.

Pour une aide détaillée, merci de consulter Aide:Wikification.
Si vous pensez que ces points ont été résolus, vous pouvez retirer ce bandeau et améliorer la mise en forme d'un autre article.

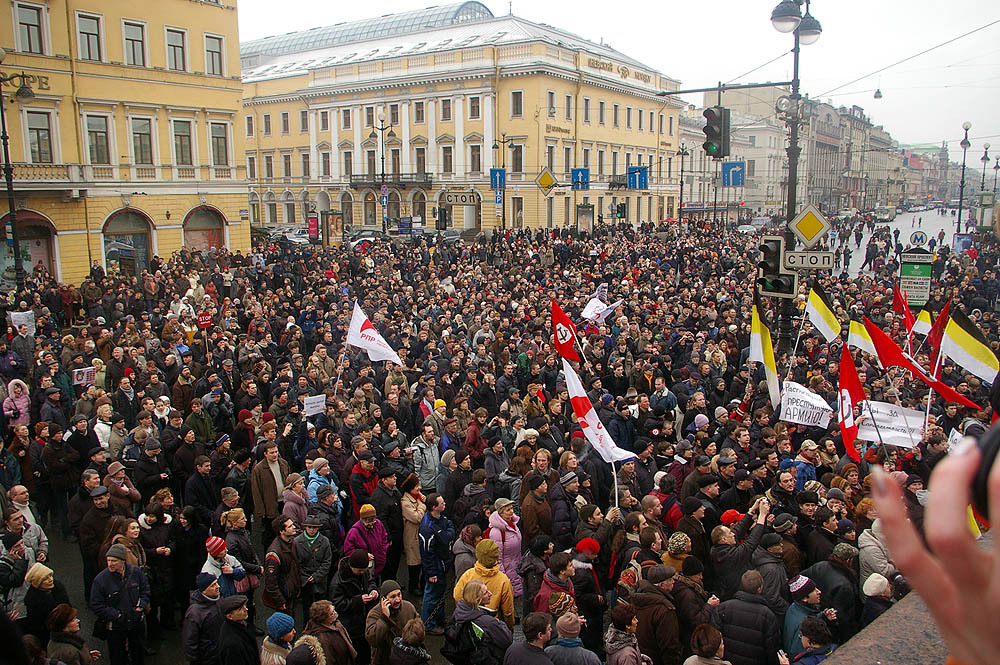
« La Marche du désaccord » à Saint-Pétersbourg le 3 mars 2007.

La Marche du désaccord (en russe : Марш несогласных, littéralement « la marche de ceux qui ne sont pas d'accord ») est l'appellation donnée aux manifestations de l'opposition en Russie qui ont eu lieu le 16 décembre 2006 et le 14 avril 2007 à Moscou, le 3 mars et le 15 avril 2007 à Saint-Pétersbourg, et le 24 mars 2007 à Nijni Novgorod.
Ces manifestations sont organisées par le Front civique unifié (en russe : Объединённый гражданский фронт), présidé par Garry Kasparov, l'ancien champion du monde d'échecs, et Mikhaïl Kassianov, ancien Premier ministre russe. Le Front regroupe différents mouvements politiques russes, d'extrême gauche, de gauche, de droite et d'extrême droite, qui revendiquent un changement du système politique formé pendant les années de la présidence de Vladimir Poutine, caractérisées, selon eux, par un recul de la démocratie, la suppression des élections à différents niveaux du pouvoir et la modification de la législation sur les partis politiques.

## Moscou, le 16 décembre 2006
À Moscou, le 16 décembre 2006, la manifestation a réuni de 2 000 à 4 000 personnes (d'après différentes sources)[Lesquelles ?]. L'itinéraire prévu était bloqué par les forces de l'ordre ; certains organisateurs de la manifestation n'ont pas pu accéder à l'endroit prévu[Où ?] à cause des obstacles créés par la police ; environ 250 personnes ont été arrêtées au cours de la manifestation à la place Trioumfalnaïa de Moscou.

## Saint-Pétersbourg, le 3 mars 2007
À Saint-Pétersbourg, le 3 mars 2007, la manifestation a réuni de 800 (selon la police) à 15 000 (selon l'opposition) personnes (source neutre : environ 5000). Comme à Moscou, la Marche a été interdite par les pouvoirs locaux, mais elle a eu lieu malgré les obstacles et les affrontements avec la police. 113 personnes ont été arrêtées et relâchées peu de temps après, y compris le chef du parti national-bolchévik Edouard Limonov. Quelques personnes ont été blessées pendant les affrontements.

## Nijni Novgorod, le 24 mars 2007
À Nijni Novgorod, le 24 mars 2007, la manifestation a été interdite sous des prétextes différents (une fête d'enfants, recherches archéologiques, travaux de construction, etc.) et sévèrement réprimée par les autorités locales. La plupart de ses organisateurs ont été poursuivis pendant la semaine précédant la manifestation. Le centre-ville était complètement bloqué par les forces de l'ordre, beaucoup de participants n'ont pas pu accéder à l'endroit prévu à cause des interpellations partout dans la ville et la région, mais une petite manifestation a réussi à avoir lieu à côté de la place Gorki, pendant 20 minutes environ, avant d'être écrasée par les policiers. Selon les données citées par différentes sources, y compris la radio Echo de Moscou, au moins une centaine de personnes ont réussi à traverser les nombreux obstacles créés par la police. 3000 policiers, locaux et convoqués des régions voisines de la ville, devaient écraser le mouvement, environ 200 personnes ont été interpelées; quelques chefs du mouvement ont été arrêtés et seront poursuivis pour terrorisme.

## Moscou et Saint-Pétersbourg, le 14 et le 15 avril 2007
Deux manifestations de la Marche du désaccord ont eu lieu le 14 et le 15 avril 2007 à Moscou et à Saint-Pétersbourg respectivement.
L'avis de manifestation à Moscou pour le 14 avril a été adressé aux autorités le 2 avril, mais il a été rejeté rapidement et le refus a été expliqué par le fait qu'une autre association avait déposé son avis une minute (!) avant celui de la Marche et leur manifestation devra avoir lieu au même endroit et à la même heure. Les autorités ont proposé aux organisateurs de la manifestation de se rassembler à Touchino, un quartier au Nord-Ouest de Moscou, situé à 15 km du centre-ville. Les organisateurs de la Marche n'ont pas accepté cette proposition.
Comme pour les marches précédentes, des poursuites ont été lancées contre les personnes participant à l'organisation des manifestations, quelques jours avant la date prévue pour la marche. MM. Kassianov et Edouard Limonov ont reçu des avertissements officiels du Parquet, qui leur conseillait de ne pas y participer . En même temps, le chef du parti au pouvoir Russie unie, Boris Gryzlov, a déclaré le 12 avril qu'il était défavorable "à toute marche ou manifestation, dont les participants essayent d'exprimer leur opinion sur les évènements qui se passent en Russie. Je pense que les manifestations doivent avoir lieu à l'occasion des fêtes, quand les gens sortent dans la rue et font la fête. Mais les manifestations, qui visent à déstabiliser la situation politique et exprimer des opinions, c'est dangereux."
Le 13 avril, l'ONG Human Rights Watch a exprimé son inquiétude à propos d'un éventuel écrasement des manifestations, prévu par les autorités. Au moins 10 000 policiers des régions voisines ont été convoqués à Moscou afin de "maintenir l'ordre public".
Le 14 avril, tout l'itinéraire de la Marche a été bloqué par les forces de l'ordre. Toute personne qui se dirigeait à l'heure de la Marche vers la place Pouchkine à Moscou risquait d'être arrêtée : la police arrêtait tous ceux qui avaient l'air de pouvoir participer à la manifestation, y compris certains journalistes. Voici un extrait d'une transmission radio entre les policiers, enregistré pendant l'événement, publié ultérieurement par la radio Echo de Moscou : 
- Arrêtez Kassianov aussi, vite, vite. Avez-vous besoin de renforts? ...

Garry Kasparov a été arrêté avant le commencement de la manifestation, il a été détenu pendant 5 heures dans un commissariat de police, puis convoyé au tribunal, où, pendant un procès qui a duré environ 6 heures, il a été condamné à payer une amende de 1 000 roubles (environ 30 euros) pour avoir "crié des slogans antigouvernementaux dans la rue". D'après Kasparov, le procès avait un caractère totalement absurde et tout a été fait pour l'empêcher d'aller le lendemain à Saint-Pétersbourg pour une nouvelle Marche.
Les participants de la Marche se sont rassemblés finalement à la place Tourgueniev (initialement prévu comme le point final de la Marche), pour un meeting qui a duré environ 30 minutes, dispersé ensuite par les forces de l'ordre.
Parmi les autres personnes arrêtées au cours de la manifestation on peut citer Maria Gaïdar, chef du mouvement de  jeunesse "Da!" ("Alternative démocratique") et Sergueï Parkhomenko, journaliste de la radio Echo de Moscou, Sergueï Oudaltsov, chef de l'"Avant-garde de la jeunesse rouge" (AKM), mais ils ont été relâchés plus tôt que Garry Kasparov. Au total, plus de 300 personnes ont été arrêtées pendant la manifestation. Certains participants ont été blessés à coups de matraque. Selon différentes estimations, de 1 000 à 5 000 personnes ont participé à la manifestation.
Plusieurs autres manifestations ont eu lieu simultanément avec la Marche du désaccord à Moscou et étaient autorisées par le pouvoir : l'Union des forces de la droite (SPS) a rassemblé ses partisans à la place Slavianskaïa à 13h, le Congrès des communautés russes (KRO) et le Mouvement contre l'immigration illégale (DPNI) ont manifesté à la place Bolotnaïa à 14h (« Marche impériale »), tandis que la Garde jeune (branche de la Russie unie) est sortie à Vorobievy Gory. Cette dernière manifestation portait le nom de la « Marche de l'accord ».
Le 15 avril, à Saint-Pétersbourg, une autre étape de la Marche a eu lieu. La Marche elle-même a été interdite par les autorités locales, mais un meeting à la place Pionerskaïa a été autorisé. La manifestation s'est passée sans affrontements, mais, après le meeting, une colonne de manifestants s'est dirigée vers la gare de Vitebsk, à l'approche de laquelle elle a été écrasée par la police. Quelques personnes ont été gravement blessées ; une centaine de participants ont été arrêtés, parmi eux Edouard Limonov, et Maxim Reznik, représentant en chef du parti "Iabloko" à Saint-Pétersbourg.
D'après les déclarations du procureur général de la fédération de Russie, Youri Tchaïka, "aucune infraction n'a été signalée au ministère public, je ne sais rien à propos des violations des droits". Selon un représentant du Ministère de l'Intérieur, "les forces de la police n'ont pas permis d'effectuer une manifestation illégale, ont agi d'une façon ferme, mais strictement dans le cadre de la loi".
Le 20 avril, Garry Kasparov a été convoqué au FSB de Moscou pour donner des explications sur ses propos tenus pendant une émission à la radio Echo de Moscou, soupçonnés de slogans extrémistes. L'interrogatoire a duré 4 heures et, d'après la déclaration de Garry Kasparov, s'est passé correctement.

## Nijni Novgorod, le 28 avril 2007
L'étape suivante de la Marche du désaccord devait avoir lieu à Nijni Novgorod le 28 avril 2007. La demande, déposée deux semaines à l'avance pour annoncer la manifestation, a été rejetée tout de suite par les pouvoirs locaux. Les participants devaient se rassembler à côté de la place Svoboda, un carrefour de transport important de la ville, ce qui a constitué le prétexte pour le rejet. Les jours précédant la manifestation ont connu le même scénario que  les autres journées de la Marche : poursuites des organisateurs, etc. Cette manifestation a rassemblé très peu de participants : 20  personnes sont venues au début pour annoncer leurs slogans pendant 3 minutes environ, après quoi ils ont été arrêtés par les policiers. Quelques minutes après, un autre groupe de 30 personnes est arrivé ; leur manifestation a duré 20 minutes et n'a pas été dispersée, mais quelques chefs du mouvement, parmi eux Stanislav Dmitrievski, directeur de l'Association pour l'amitié russo-tchétchène, ont été interpelés et détenus pendant quelques heures.

## Le1ermai 2007
Les manifestations traditionnelles du 1er mai pour la "Fête du Printemps et du Travail" ont rassemblé un nombre très important de partisans de différents mouvements politiques dans tout le pays, y compris des représentants du Front civique uni. Ils ont rejoint les colonnes de leurs alliés à Moscou, Saint-Pétersbourg, Oulianovsk, Voronej, Oufa et d'autres villes, avec les slogans "Nous avons besoin d'une Autre Russie", "La Russie sans Poutine" .
En général, ces manifestations se sont passées sans incidents, sauf lors de l'arrestation de quelques personnes à Voronej, de la dispersion de la colonne à Oufa sous prétexte que les participants "portaient des slogans et des drapeaux inconvenables"  et à Riazan, où la distance parcourue n'était que 15 mètres.

## Samara, le 18 mai 2007
Le 3 mai 2007 l'annonce de la Marche a été adressée aux autorités locales. Une conférence de presse a eu lieu afin de présenter les revendications. Cette Marche devait avoir lieu le même jour que le sommet "Russie - UE" à Samara. Comme pour les précédentes Marches, les forces de l'ordre ont commencé à dresser des obstacles aux organisateurs de la manifestation, par exemple:
Le journaliste Dimitri Trechtchanine, membre du mouvement « Autre Russie », a été convoyé le 6 mai par des policiers au commissariat militaire de la ville où il a reçu une convocation de faire son service militaire à partir du 21 mai 2007.
Le 10 mai, une perquisition a été effectuée dans les locaux de l'ONG Golos à Samara, à la suite des discours d'une représentante de l'association lors d'une émission à la radio Echo de Moscou consacrée à la Marche, sous prétexte de l'utilisation de logiciels piratés par l'association. Mikhaïl Gangan, membre de l'ancien parti National-Bolchévik, a été arrêté et détenu pendant quelques heures, après quoi il a reçu une convocation au tribunal sans aucune indication de cause licite. Ilia Gouriev, membre du même parti, condamné avant à de l'emprisonnement avec sursis pour avoir participé à une des marches du parti, a été arrêté et s'est vu modifier sa peine d'emprisonnement à six mois ferme.
Le 11 mai, des perquisitions ont été effectuées dans la représentation du journal Novaya gazeta à Samara, sous le même prétexte que pour l'association "Golos", et dans toutes les imprimeries locales afin de rechercher des tracts pour la Marche du désaccord.
Le 13 mai, certains organisateurs de la Marche et des colleurs d'affiches pour la manifestation ont été arrêtés et détenus pendant quelques heures.
Le 15 et le 16 mai, les poursuites et les perquisitions continuent à Samara; des pressions ne cessent d'être exercées sur les organisateurs, parmi elles l'installation d'un panneau "Recherchés par la police" dans le centre-ville de Samara, avec les photos d'une trentaine de personnes, membres de l'ancien parti National-Bolchévik.
Finalement la Marche a été acceptée par les pouvoirs publics, sous condition d'une modification de l'itinéraire prévu initialement. Le Comité pour la protection des journalistes (États-Unis), a exprimé son inquiétude dans un communiqué  à propos des arrestations et des perquisitions à Samara, tandis que les mass-médias locaux ont refusé de diffuser des messages sur la préparation de la Marche. Le 14 mai, une conférence de presse a eu lieu à Moscou, avec Ludmila Alexéeva (Groupe Helsinki de Moscou) et Lev Ponomariov (mouvement "Pour les droits de l'homme"), consacrée aux poursuites des journalistes et des partisans de la manifestation à Samara.
Garry Kasparov et Edouard Limonov ont annoncé leur intention de participer à la Marche du désaccord à Samara, mais le 18 mai au matin, quand ils sont allés à l'aéroport Chérémétiévo pour prendre l'avion pour Samara, ils n'ont pas pu passer le contrôle : leurs passeports ont été retenus par les policiers de l'aéroport sans en expliquer la raison, jusqu'à ce que le dernier avion pour Samara parte. Après, les passeports ont été rendus à leurs titulaires, mais leurs billets ont été déclarés faux. Ainsi, Kasparov, Limonov, Ponomariov et un groupe de journalistes qui les accompagnaient n'ont pas pu participer à la manifestation.
La manifestation elle-même s'est déroulée généralement sans incidents (6 personnes arrêtées au total) et elle a réuni, selon les sources d'opposition, jusqu'à 500 personnes et jusqu'à 1000, selon des sources neutres.
Malgré tous les obstacles créés, Edouard Limonov a déclaré que cette Marche a été un "succès absolu".
D'ailleurs, les poursuites n'ont pas cessé après la journée de la Marche. Le 19 mai, des agents des forces spéciales russes ont pénétré dans l'appartement loué par des participants de la Marche, après avoir interpellé et filmé ceux qui y étaient présents, ces derniers ont été convoyés aux commissariats de police locaux, qui ont exigé d'un nombre d'entre eux de quitter la ville de Samara.

## Tcheliabinsk, le 19 mai 2007
Une manifestation de la Marche du désaccord a été autorisée à Tcheliabinsk, le 19 mai ; certainement grâce à la modification de l'itinéraire prévu initialement. La veille de la manifestation, toute marche avait été interdite, un meeting seulement avait été autorisé.
150 participants du mouvement se sont rassemblés à l'endroit initial (croisement des avenues Lénine et Sverdlov) et ont marché jusqu'au monument de Kourtchatov, où la manifestation a été réduite à l'absurde par des représentants de mouvements pro-Kremlin : une autre manifestation, comptant environ 200 personnes, d'une certaine "Association des sportifs glamour" a eu lieu au même endroit et en même temps. Les slogans de la Marche du désaccord "C'est notre ville!", "Non à l'État policier!", "Nous avons besoin d'une autre Russie!" et "Russie sans Poutine" ont côtoyé des slogans comme "Non à l'été, oui à la neige!", "Nous ne sommes pas d'accord avec l'arrivée de l'hiver!". Ces derniers ont été scandés de façon à écraser les slogans de la Marche. Selon les représentants de la police, "les deux manifestations étaient autorisées et ne sont pas sorties hors du cadre de la loi, l'ordre public a été assuré et aucune provocation n'a été admise".

## Médias russes à propos de la Marche
Le peu de fois où la télévision russe a parlé de ces manifestations, elles ont été présentées comme "des agitations et des rassemblements d'un nombre insignifiant d'éléments extrémistes ou des partisans de la révolution orange". Par exemple, après la marche du 24 mars, le représentant plénipotentiaire du président russe dans le district de la Volga, Alexandre Konovalov, a déclaré que "... si on les interroge, ils ne pourront pas expliquer clairement, avec quoi ils ne sont pas d'accord. J'ai l'impression, qu'ils n'ont pas pu trouver pour eux-mêmes une application convenable dans leurs emplois, leurs familles, dans les activités pour le bien de la société" selon l'agence RIA Novosti.
La Première chaîne de télévision a consacré quelques secondes de diffusion à la Marche du désaccord dans un reportage sur les manifestations du 14 avril : "...De l'autre côté de Tverskaya se sont rassemblés des ultraradicaux. La tentative d'une manifestation non autorisée a été réprimée par la police. Environ 170 personnes ont été arrêtées.

## Sondages
Le 3 mai 2007, le centre Lévada a publié une étude sociologique de la situation politique en mars-avril. Une des questions du sondage était "Avez-vous entendu parler des "Marches du désaccord" qui ont eu lieu à Moscou, à Saint-Pétersbourg, à Nijni Novgorod et d'autres villes ; si oui, quelle est votre attitude envers ces manifestations ?" Voici les résultats de ce sondage :
|                                    | mars | avril                  |
| ---------------------------------- | ---- | ---------------------- |
| j'approuve                         | 6 %  | 17 %                   |
| je désapprouve                     | 3 %  | 17 %                   |
| cela n'a produit aucune impression | 19 % | (réponse pas proposée) |
| je n'ai rien entendu à ce propos   | 66 % | 55 %                   |
| difficile de répondre              | 6 %  | 12 %                   |

Le Centre russe d'étude de l'opinion publique (VCIOM) publie le 15 mai les résultats de son enquête sur la Marche du désaccord. Voici les données présentées :

Ces derniers temps à Moscou et dans d'autres villes ont lieu des "Marches du désaccord". Avez-vous entendu en parler ?

- Difficile de répondre" - 3 %

De quelles sources avez-vous appris l'existence des Marches ? (plusieurs réponses possibles)

- J'y ai participé" -1 %

Avez-vous retenu des slogans quelconques de la Marche du désaccord? Si oui, lesquels ?
- Autres -1 %

Quels sont, à votre avis, les objectifs des organisateurs et des participants de la Marche ?

- Difficile de répondre - 72 %

## D'autres événements en 2007
17 mai 2007 - Édouard Limonov annonce deux nouvelles Marches du désaccord qui auront lieu à Saint-Pétersbourg et à Moscou le 9 et le 11 juin. Leurs itinéraires ne sont pas encore divulgués.
21 mai 2007 - À la suite de l'incident survenu le 18 mai à l'aéroport Chérémétievo, une plainte a été déposée au Ministère public russe de la part de G.Kasparov contre les "infractions et l'excès de pouvoir commis par la police". Parmi les infractions constatées dans la plainte figure une référence au procès-verbal dressé à l'aéroport. Selon ce procès-verbal, Kasparov a été détenu parce qu'il n'a pas déposé au commissariat militaire les listes des personnes qui doivent suivre une souscription primaire au service militaire", selon Gazeta.ru.
Les représentants de l'"Autre Russie" ont annoncé qu'ils n'organiseraient plus de Marches du désaccord à Nijni Novgorod, prévues pour fin mai et début juin, à cause d'une pression effectuée par les autorités locales, selon la radio Echo de Moscou.